# Округ Ворен (Тенеси)
Округ Ворен (енгл. Warren County) је округ у америчкој савезној држави Тенеси.

## Демографија
По попису из 2010. године број становника је 39.839, што је 1.563 (4,1%) становника више него 2000. године.
| Група             | 2000.          | 2010.          |
| Белци             | 34.688 (90,6%) | 34.739 (87,2%) |
| Афроамериканци    | 1.211 (3,2%)   | 1.142 (2,9%)   |
| Азијати           | 160 (0,4%)     | 190 (0,5%)     |
| Хиспаноамериканци | 1.885 (4,9%)   | 3.224 (8,1%)   |
| Укупно            | 38.276         | 39.839         |